# Summer Tribe
「Summer Tribe」（サマー・トライブ）は、Dragon Ashの8枚目のシングル。2000年7月12日発売。発売元はビクターエンタテインメント / HAPPY HOUSE。

## 解説
12インチアナログ盤での「Summer Tribe」、「EPISODE 2」も発売。前者はシングルと同日、後者は同年8月23日に発売。
C/W曲は、ミクスチャー・ロックバンドのスケボーキングをフィーチャリングした「Episode 2」が収録。トラックは、アメリカのピアニスト、ジョー・サンプルが1978年に発売したアルバム『レインボー・シーカー (Rainbow Seeker)』の収録曲「イン・オール・マイ・ワイルデスト・ドリームズ (In All My Wildest Dreams)」をサンプリング。
ミュージック・ビデオには、前作「Deep Impact」に引き続きスケボーキングのギタリスト（当時）であるHAKUCHOがギター演奏で参加しており、他のメンバーも全員出演している。
今作の表題曲はアルバム未収録であり、C/W曲含め長年音楽配信サイトでの配信もされていなかったが、2020年2月21日のストリーミング一斉解禁をもって配信開始となった。

## 収録曲
作詞・作曲：降谷建志　編曲：Dragon Ash（特記以外）

### CD
1. Summer Tribe
2. Summer Tribe -Komorebi Mix-
3. EPISODE 2 feat．SHUN，SHIGEO
  - 作詞：SHUN・降谷建志・SHIGEO
4. EPISODE 2 feat．SHUN，SHIGEO -DJ FUMIYA Remix-
  - 作詞：SHUN・降谷建志・SHIGEO
  - REMIXED BY DJ FUMIYA

### アナログ盤
1. Summer Tribe
2. Summer Tribe（instrumental）
3. Summer Tribe （Komorebi Mix）
4. Summer Tribe （Komorebi Mix instrumental）
5. Summer Tribe （a cappella）

## 収録アルバム
- 『LILY OF DA VALLEY』（#3、2001年3月14日）
  - 初回盤にのみ収録。